# Уамантла
Уамантла (ісп. Huamantla) — місто у штаті Тласкала, Мексика. Адміністративний центр однойменного муніципалітету. Населення міста, станом на 2010 рік, стновило 51 996 осіб.

## Історія
Місто засноване 18 жовтня 1534 року під назвою Сан-Луїс Уамантла за дорученням Антоніо де Мендоси.

## Населення
Населення за роками: